# Шлезингер, Вильгельм Генрих

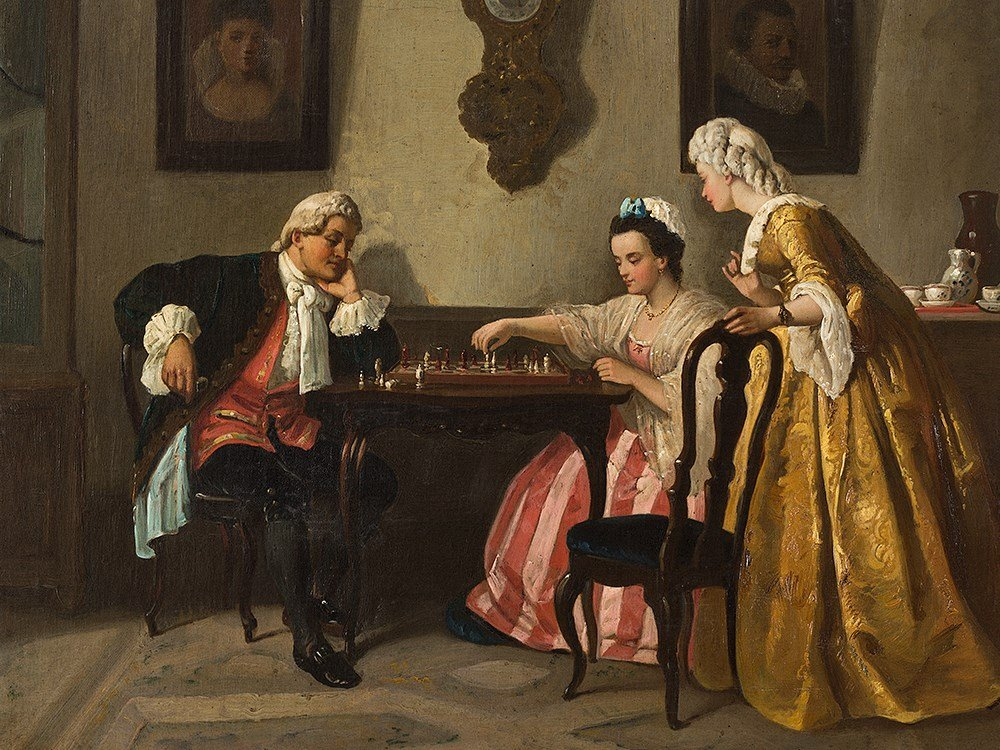
Шахматисты

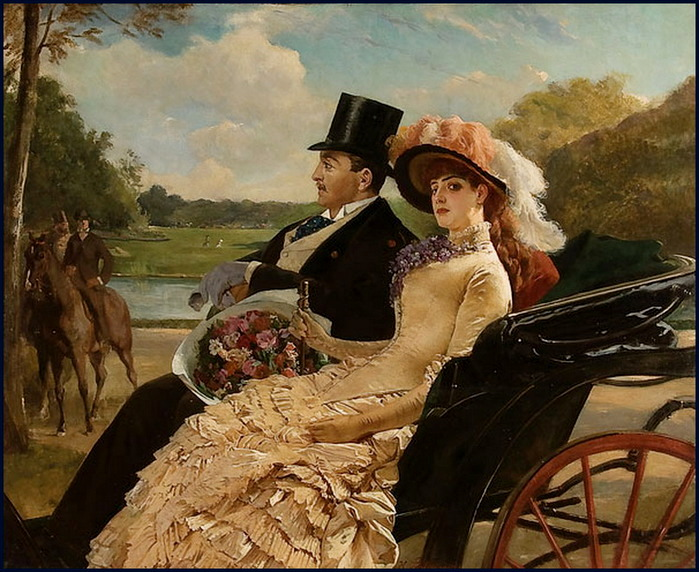
Поездка

Вильгельм Генрих Шлезингер (нем. Wilhelm Heinrich Schlesinger), известный во Франции, как Анри Гийом Шлезингер (фр. Henri Guillaume Schlesinger; 6 августа 1814, Франкфурт-на-Майне — 21 февраля 1893, Нёйи-сюр-Сен близ Парижа) — французский художник немецкого происхождения.

## Биография
Изучал живопись в Венской академии художеств. После окончания академии работал в Вене. Затем поселился в Париже. С 1840 по 1889 год выставлял свои работы в парижском Салоне.
В 1870 году получил французское гражданство. В 1870—1871 годах жил в Лондоне .

## Творчество
В. Шлезингер — художник-портретист и жанрист. В начале творчества писал портреты и миниатюры на слоновой кости.
Писал в духе новейшей французской школы идеалистов историко-бытовые сцены, сюжеты из современной интимной жизни и портреты, отличаясь вкусом красок и виртуозностью кисти. Особенно удачными у него были фигуры молодых кокетливых или сентиментальных девушек.
Его картина «Пять чувств» была куплена французской императрицей Евгенией. В Стамбуле, во время правления Махмуда II, Шлезингер написал несколько официальных портретов султана.

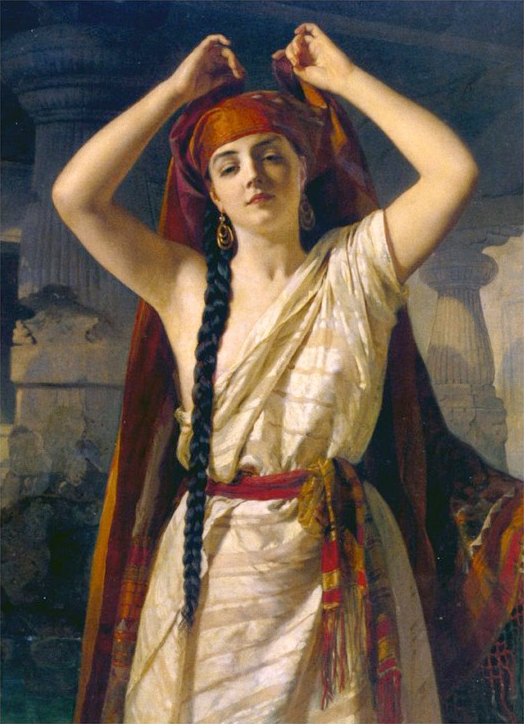
Египтянка

Наиболее известные его произведения:
- «Портрет молодой женщины» (1832),
- «Праздник Мадонны» (1864),
- «Пять чувств» (1865),
- «Чтение» (1866),
- «Одна в мастерской» (1868),
- «Потерянный труд» (1872),
- «Mademoiselle Brise-Tout» (1873),
- «Брат и сестра» (1874),
- «Голубятня» (1875),
- «Двойной арест» (1880)
- «Любовь старинная и любовь современная» (1882).

В Версальском музее находится портрет султана Махмуда II работы этого художника. Картины Шлезингера хранятся в музеях Вены и Версале.

## Награды
В 1847 году награждён кавалерским орденом Почётного легиона.